# Stojnik (gmina Aranđelovac)
Stojnik (cyr. Стојник) – wieś w Serbii, w okręgu szumadijskim, w gminie Aranđelovac. W 2011 roku liczyła 1285 mieszkańców.